# Глотов, Николай Тимофеевич
Николай Тимофеевич Глотов (8 мая 1923 — ?) — командир отделения автоматчиков моторизированного батальона автоматчиков (3-я гвардейская танковая бригада, 3-й гвардейский танковый корпус, 5-я гвардейская танковая армия, 1-й Прибалтийский фронт) гвардии сержант, участник Великой Отечественной войны, кавалер ордена Славы трёх степеней.

## Биография
Родился 8 мая 1923 года в селе Сазановка (ныне Ананьево в Иссык-Кульской области Кыргызстана) в семье крестьянина. Русский.
В 1937 году окончил 7 классов школы в родном селе. Трудовую деятельность ездовым конезавода № 54 Иссык-Кульского района. С декабря 1938 года трудился кузнецом Иссык-Кульского леспромхоза. В 1941 году был мобилизован через райвоенкомат на оборонные работы как кузнец.

### В Великую Отечественную войну
В сентябре 1942 года был призван в Красную армию Иссык-Кульским райвоенкоматом. В 101-м запасном полку Приволжского военного округа (город Кузнецк) окончил школу сержантов. После окончании учебного подразделения направлен на фронт. Был зачислен в моторизированный батальон автоматчиков 3-го гвардейского танкового корпуса Воронежского фронта. В составе этого батальона прошёл весь боевой путь, от автоматчика до командира взвода. Воевал на Ленинградском. 2-м Украинском, 2-м и 3-м Белорусском и 1-м Прибалтийском фронтах.

### Подвиг
Первую боевую награду сержант Глотов заслужил весной 1944 года в боях на румынской земле во время Уманско-Ботошанской операции. 28 апреля в бою у села Бейчений броском гранты уничтожил в траншее двух наблюдателей; 4 мая, выдвинувшись впереди стрелковых подразделений, из снайперской винтовки истребил 10 солдат противника. Награждён медалью «За отвагу».
В июне 1944 года бригада в составе 3-го гвардейского танкового корпуса была передислоцирована в район Смоленска, где вошла в подчинение 3-го Белорусского фронта. Участвовал в боях за освобождение Белоруссии в ходе операции «Багратион».
27 июня 1944 года в ходе наступления в районе посёлка Бобр (Минская область, Белоруссия) гвардии сержант Глотов со своими подчинёнными первым из роты ворвался в расположение противника. Автоматчики смелыми действиями уничтожили до 30 вражеских солдат, 8 из них лично Глотов. 1 июля первым, форсировав реку Березина и со своим отделением ворвался в город Борисов. В бою за город с отделением уничтожил более 20 солдат и офицеров, 5 лично захватил в плен. Был представлен к награждению орденом Красного Знамени.
5 июля 1944 года на подступах к посёлку Раков (ныне — агрогородок Воложинского района Минской области) гвардии сержант Глотов с отделением ворвался в траншею противника. В короткой схватке автоматчики уничтожили около 30 гитлеровцев, 12 из них на личном счету Глотова. 9 июля на окраине города Вильнюс (Литва) истребил 8 солдат противника и взял в плен офицера. Был представлен в награждению орденом Славы 2-й степени.
Приказами по войскам 5-й гвардейской танковой армии от 21 июля 1944 года (№ 95/н) и от 20 августа 1944 года (№ 122/н) гвардии сержант Глотов Николай Тимофеевич награждён орденами Славы 3-й и 2-й степеней. В августе 1944 года бригада в составе 3-го гвардейского танкового корпуса вошла в состав 1-го Прибалтийского фронта в районе города Шяуляй.
30 октября 1944 года в бою за хутор Динздурбе (северо-восточнее города Приекуле, Латвия) гвардии сержант Глотов после ранения командира взвода принял командование подразделением на себя и повёл его в атаку. Ворвавшись в траншеи противника, бойцы взвода истребили до 20 солдат и офицеров противника, четверых истребил лично Глотов. В другом бою 31 октября бойцы взвода под его командованием истребили более 30 гитлеровцев. Был представлен к награждению орденом Славы 1-й степени.
В декабре 1944 года бригада была передислоцирована в район города Замбрув (Польша), где вошла в состав войск 2-го Белорусского фронта. Здесь участвовала в Восточно-Померанской стратегической наступательной операции. В этих боях гвардии старший сержант Глотов продолжал командовать взводом автоматчиков. За умелое командование взводом и личное мужество был представлен к награждению офицерским орденом Александра Невского, но приказом командира бригады награждён орденом Красной Звезды.
Указом Президиума Верховного Совета СССР от 24 марта 1945 года гвардии сержант Глотов Николай Тимофеевич награждён орденом Славы 1-й степени. Стал полным кавалером ордена Славы.
В конце марта бригада в составе 3-го гвардейского танкового корпуса была переподчинена 70-й армии. 5 мая с боями вышла в район города Висмар на берегу Балтийского моря и в дальнейшем боевых действий не вела.

### После войны
После Победы продолжал службу в армии, в должности старшины артиллерийской базы. В апреле 1947 года старшина Глотов был демобилизован. Вернулся на родину. Работал в своём селе кузнецом артели имени Осепенко, заведующим молочно-товарной фермы, заместителем председателя колхоза имени Ворошилова, избирался парторгом.
В 1950 году уехал в столицу республики город Фрунзе, поступил на работу кузнецом моторемонтного завода. Затем перешёл в военизированную охрану киргизского горно-рудного комбината, был вахтёром, затем старшиной охраны предприятия.
В 1954 году перешёл помощником машиниста паровых турбин. Окончил седьмой класс вечерней школы, продолжил учёбу в школе турбинистов. Но через полтора года вынужден был оставить учёбу по состоянию здоровья, сказались фронтовые контузии.
В 1959 году переехал в посёлок Шантобе, ныне Акмолинской области Казахстана, поступил на работу в рудоуправление № 1, ведущее разработку месторождения урановой руды «Балкашинское». Работал старшим машинистом теплоэлектростанции, машинистом дизелей цехов тепловодоснабжения, энергоцеха, цеха сетей и подстанций. В 1968—1971 годах был председателем поселкового совета. Работал на предприятии до выхода на пенсию.
В 1990 году вернулся в Киргизию, жил в городе Кара-Балта.

## Награды
- Орден Отечественной войны I степени (6.04.1985)[4]
- Орден Красной Звезды (20.03.1945)[5]
- Орден Славы 1-й степени (24.03.1945)[3][6]
- Орден Славы 2-й степени (20.08.1944)[3][7]
- Орден Славы 3-й степени (21.07.1944)[3][8]
- Медаль «В ознаменование 100-летия со дня рождения Владимира Ильича Ленина» (6 апреля 1970)
- Медаль «За отвагу» (10.05.1944)[9]
- Медаль «За победу над Германией в Великой Отечественной войне 1941—1945 гг.» (9 мая 1945[10])[11]
- Юбилейная медаль «Двадцать лет Победы в Великой Отечественной войне 1941—1945 гг.» (7 мая 1965[12])
- Юбилейная медаль «Тридцать лет Победы в Великой Отечественной войне 1941—1945 гг.»[13]
- Медаль «Ветеран труда»
- Юбилейная медаль «50 лет Вооружённых Сил СССР» (26 декабря 1967[14])
- Юбилейная медаль «60 лет Вооружённых Сил СССР» (28 января 1978[15])
- Знак «25 лет победы в Великой Отечественной войне» (1970)
- а также польской медалью

## Память
На могиле героя установлен надгробный памятник.